# 조경

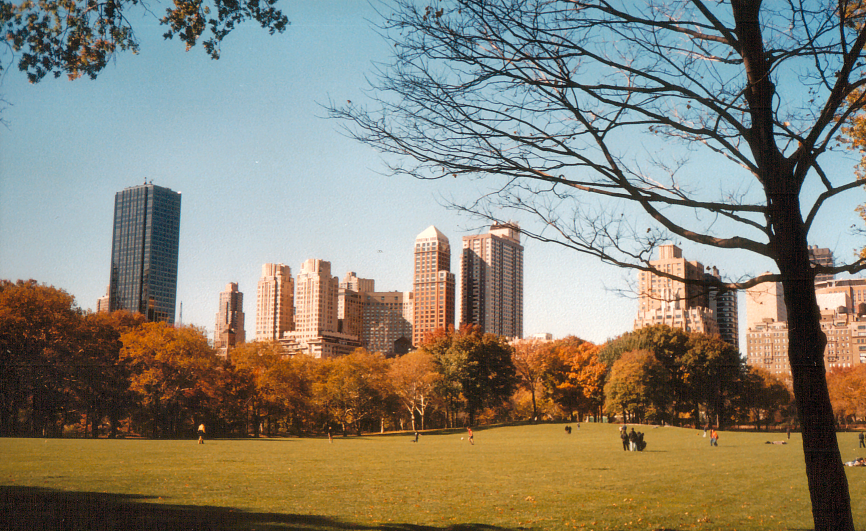
Central park, New York

조경(造景, landscape architecture)은 인간에 의해 환경을 아름답고 가치있게 기획, 설계, 관리, 보존, 재생하는 것을 일컫는 말이다.
조경의 범위는 조경 설계(architectural design)를 포함, 건축 용지 입안(site planning), 주택용 부동산 개발(housing estate development), 환경 복원(environmental restoration), 도심 개발 계획 및 설계, 공원 및 레크레이션 계획 및 설계, 문화재 보존 계획 등으로 아주 광범위하다. 현장에서 조경을 맡은 사람(landscape architect or landscape technician)을 조경기사, 조경가로 부르고 있다.

## 조경의 정의
현대의 조경은 도시 디자인, 건축, 지리, 생태학, 토목 공학, 구조 공학, 원예, 환경 심리학, 산업 디자인, 토양 과학, 식물학 및 미술의 측면을 통합하는 다학문 분야이다. 조경가의 활동 범위는 공공 공원 및 공원 도로 조성에서부터 캠퍼스 및 기업 사무실 공원 부지 계획에 이르기까지 다양하다. 주거 단지 설계부터 토목 인프라 설계까지; 대규모 야생 지역의 관리부터 광산이나 매립지와 같은 훼손된 경관의 매립까지. 조경가는 크고 작은, 도시, 교외 및 농촌 디자인의 조경 측면에서 구조 및 외부 공간에 대해 작업하며 "단단한" 재료와 "부드러운" 재료를 사용하는 동시에 생태학적 지속 가능성을 통합한다.
공간의 디자인, 구성 및 사용에 대한 기술적 이해와 창의적인 재능을 바탕으로 아이디어를 창출하는 것은 프로젝트의 첫 번째 단계에서 가장 가치 있는 기여를 할 수 있다. 조경가는 전반적인 컨셉을 구상하고 마스터플랜을 준비하며, 이를 통해 세부 설계도면과 기술 사양이 준비된다. 또한 건설 작업에 대한 계약을 승인하고 감독하기 위한 제안을 검토할 수도 있다. 다른 기술로는 설계 영향 평가 준비, 환경 평가 및 감사 수행, 토지 이용 문제 문의 시 전문가 증인 역할 등이 있다. 대부분의 시간은 사무실 건물 내에서 고객을 위한 모델을 설계하고 준비하는 데 소요된다.

## 교육
조경가는 일반적으로 공인된 조경학 학위 프로그램에서 대학 또는 대학원 교육을 받아야 하며, 기간과 학위 제목은 다양할 수 있다. 이들은 프로젝트를 수행할 때 고객을 위해 더 나은 결과를 얻기 위해 다른 사람들과 협력할 의향이 있는 주거용 또는 상업용 식목 및 야외 생활 공간 설계와 같은 프로젝트를 처음부터 만드는 방법을 배운다. 일정 시간에 맞춰 프로젝트를 생성하는 방법에 대한 기본 사항을 배워야 하며 작업을 허용하려면 특정 국가에서 라이센스를 취득해야 한다. 조경사 학생들은 고객과 상호 작용하는 방법을 배우고 최종 프로젝트를 제공할 때 처음부터 디자인을 설명하는 방법을 배운다.
1950년대부터 맨체스터 대학교에서는 조경 건축을 가르쳐 왔다. 맨체스터 건축 학교의 과정을 통해 학생들은 조경 연구소와 왕립 도시 계획 연구소의 인증을 받은 MLPM(Hons)을 포함하여 다양한 학사 및 석사 학위를 취득할 수 있다.

## 예시

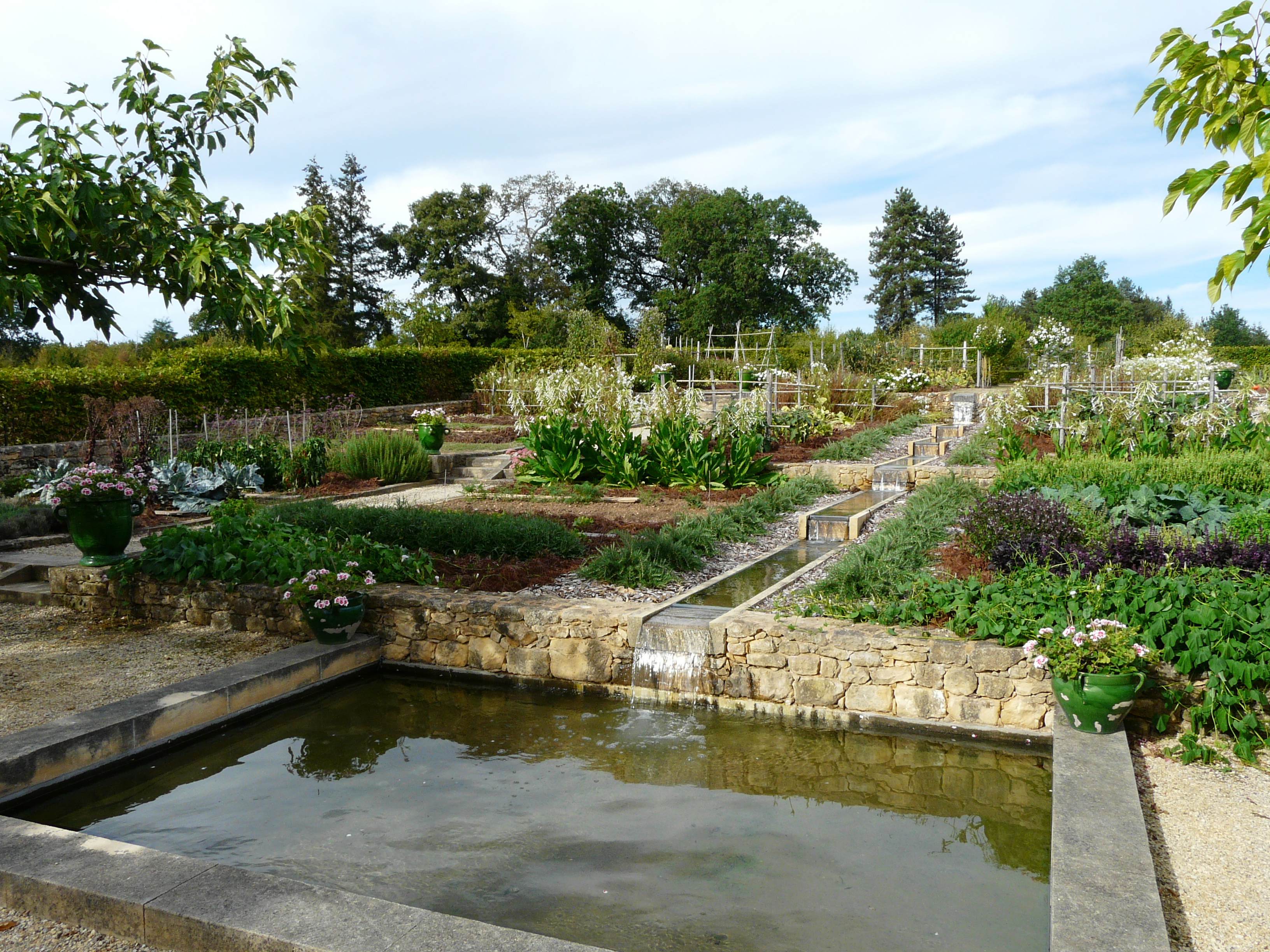
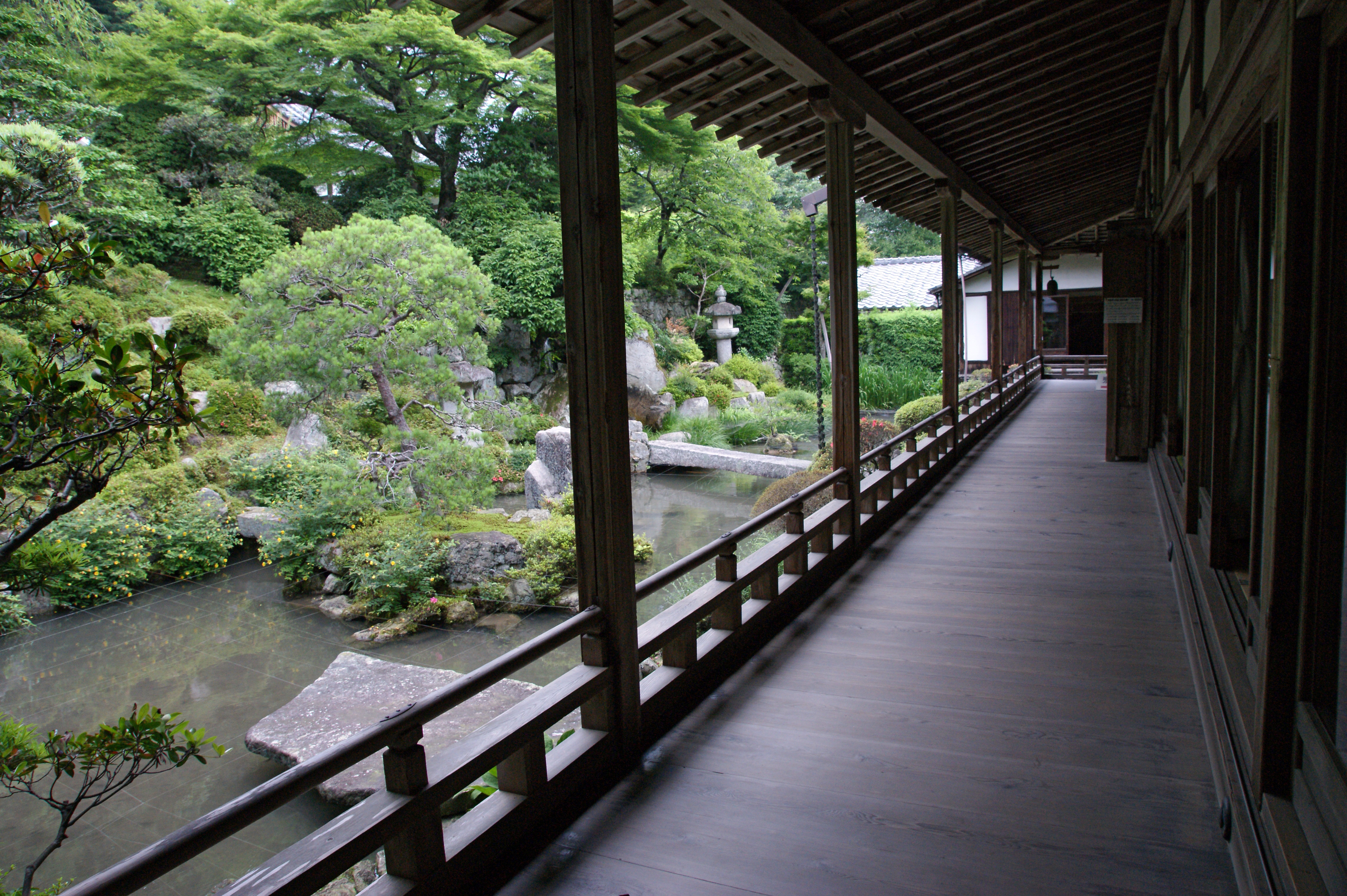
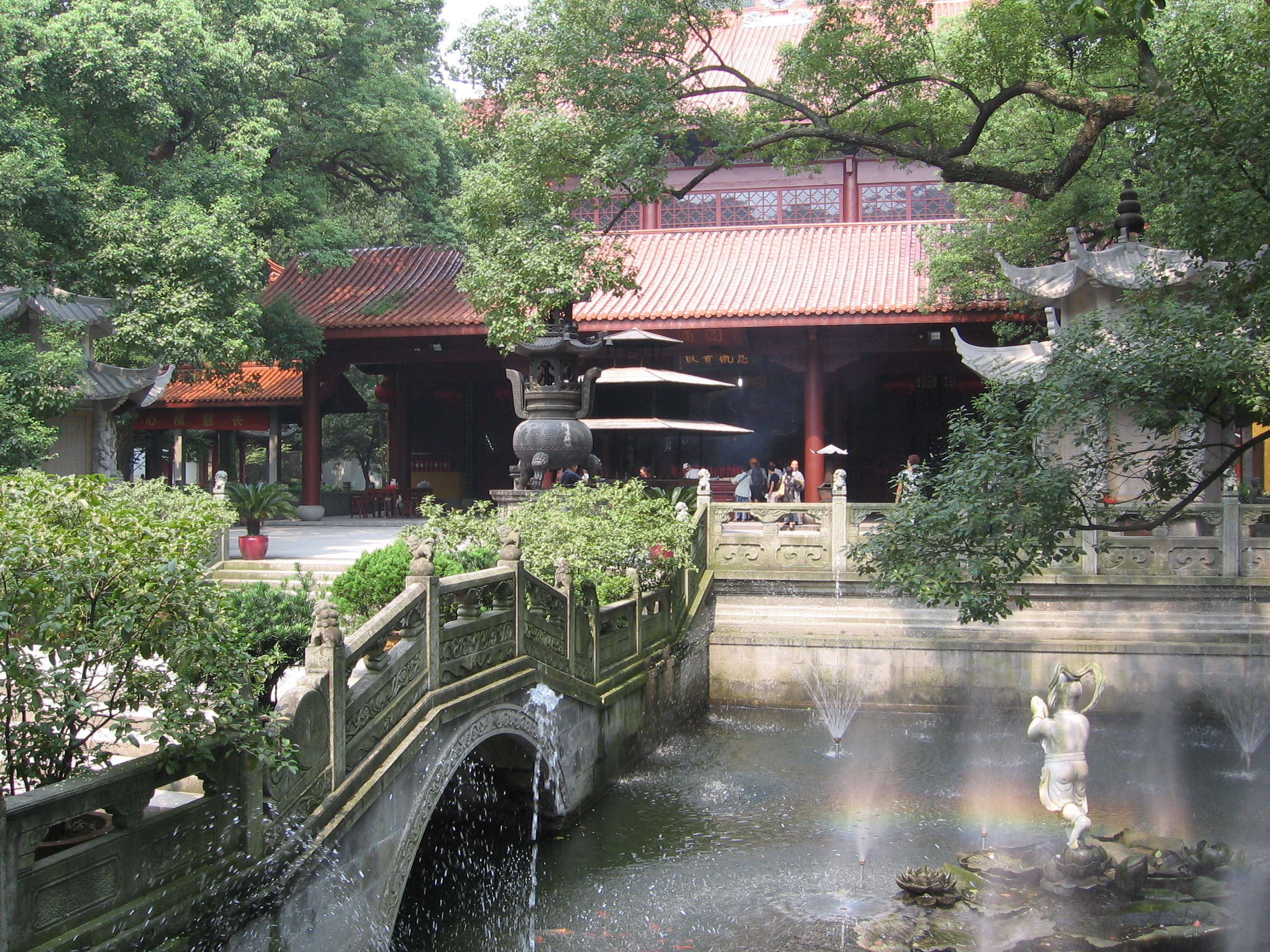
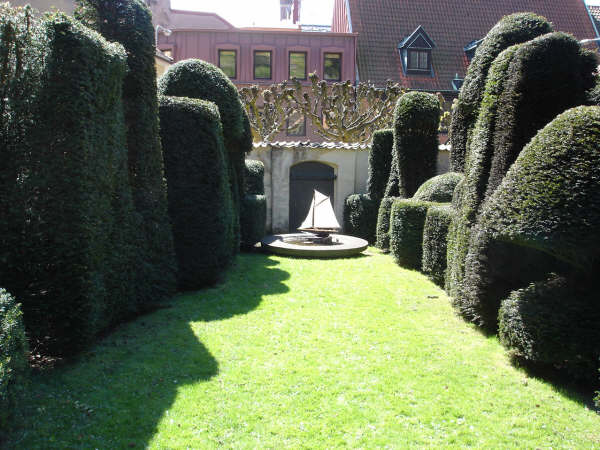
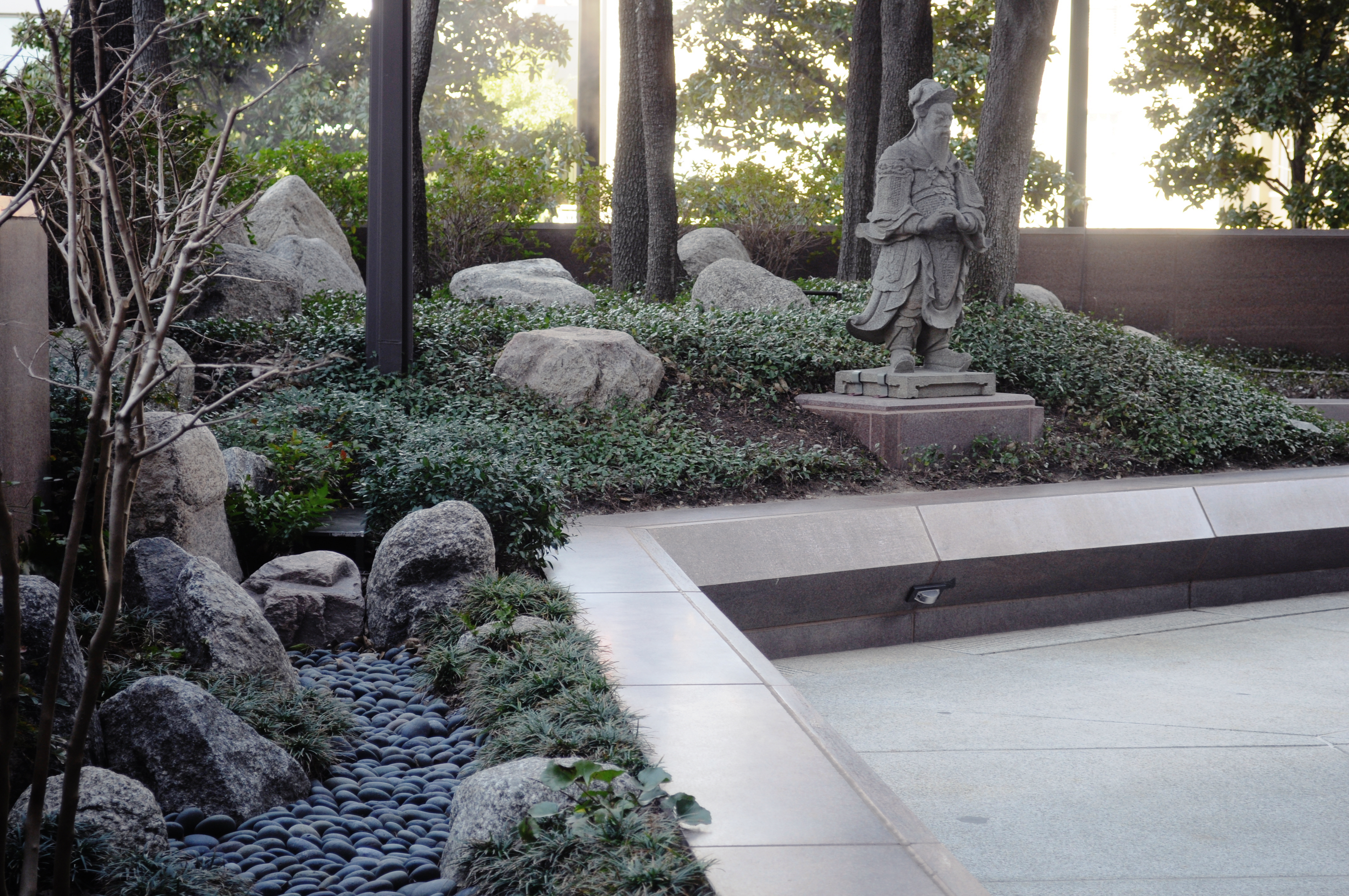
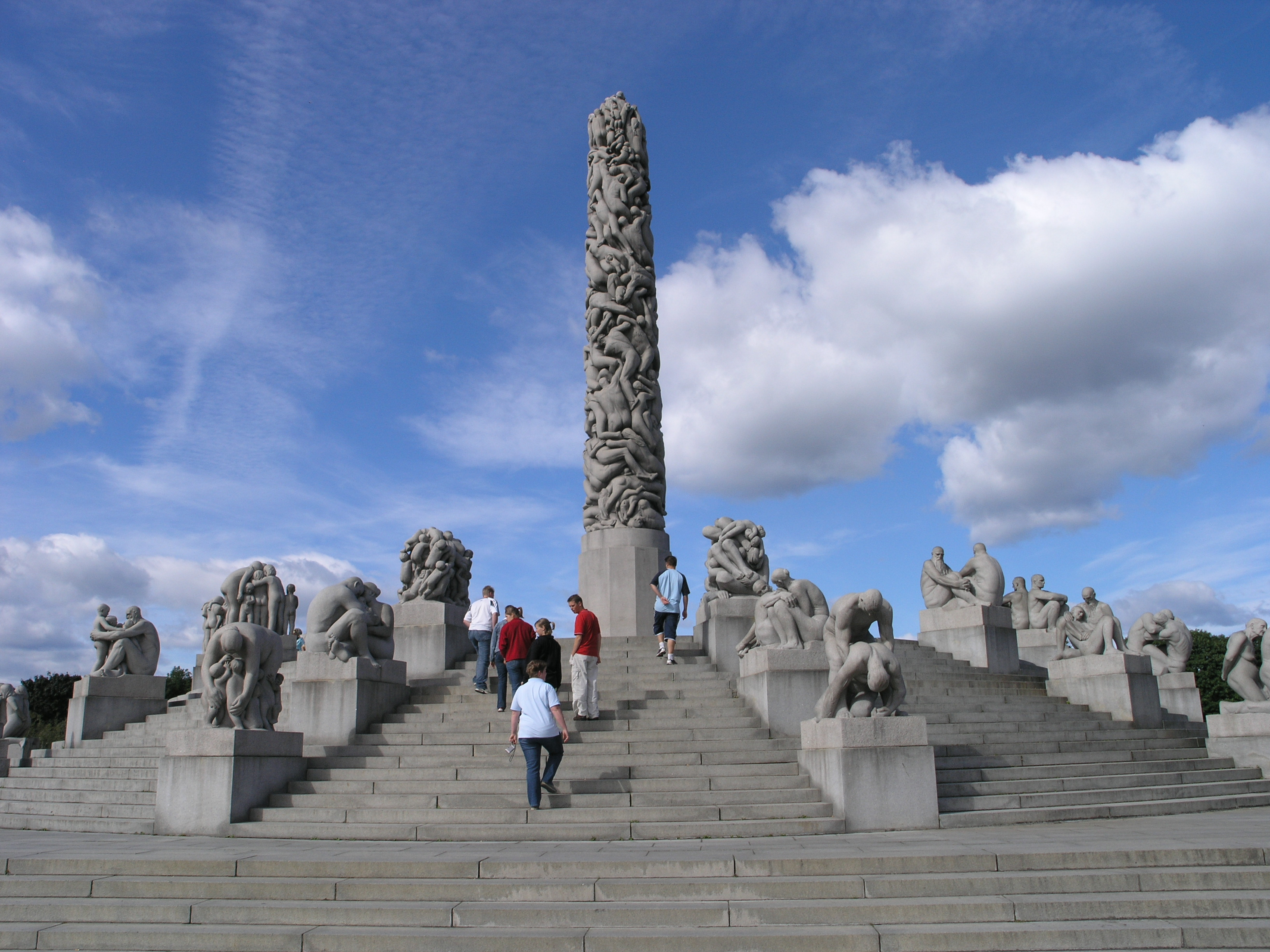
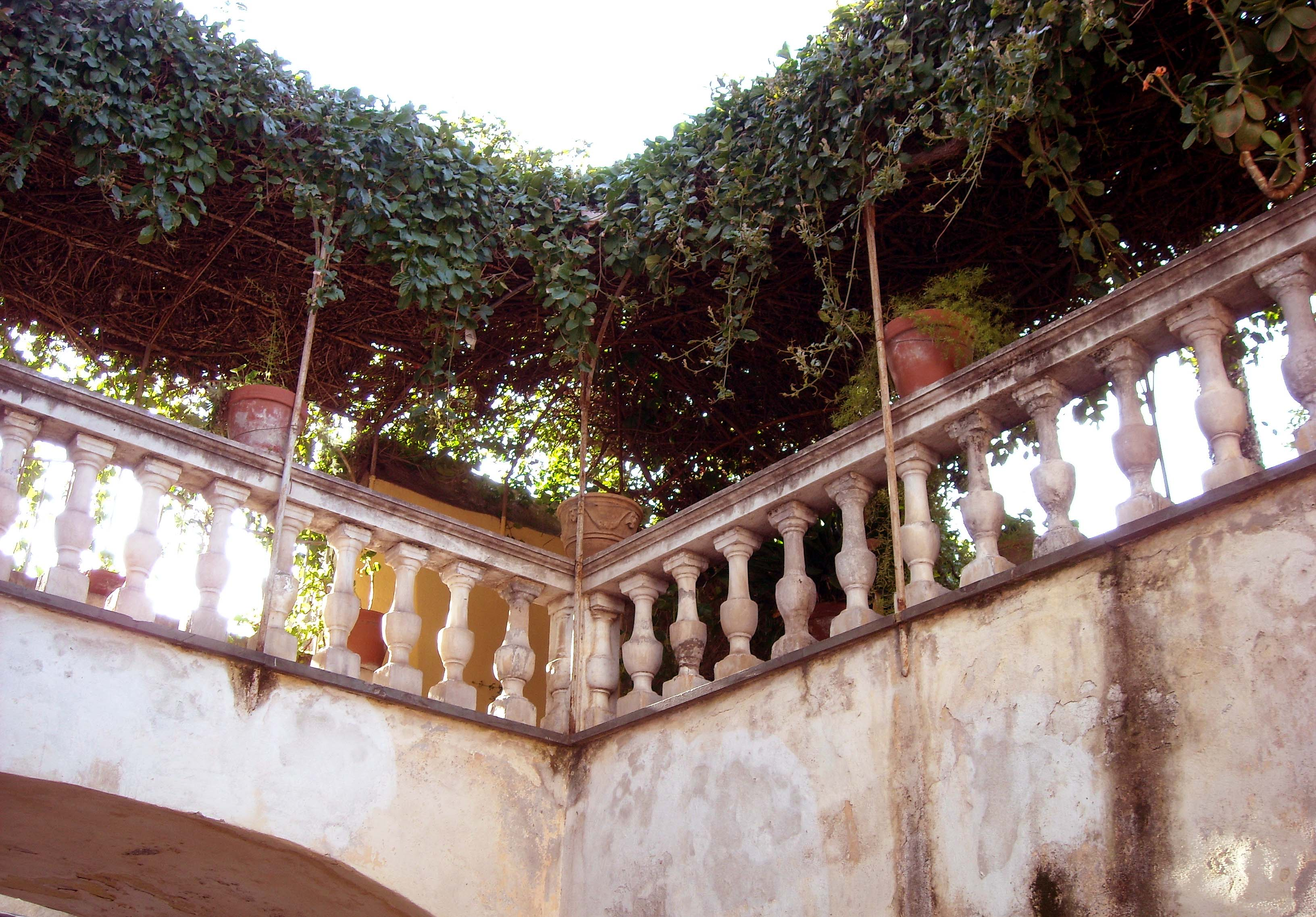
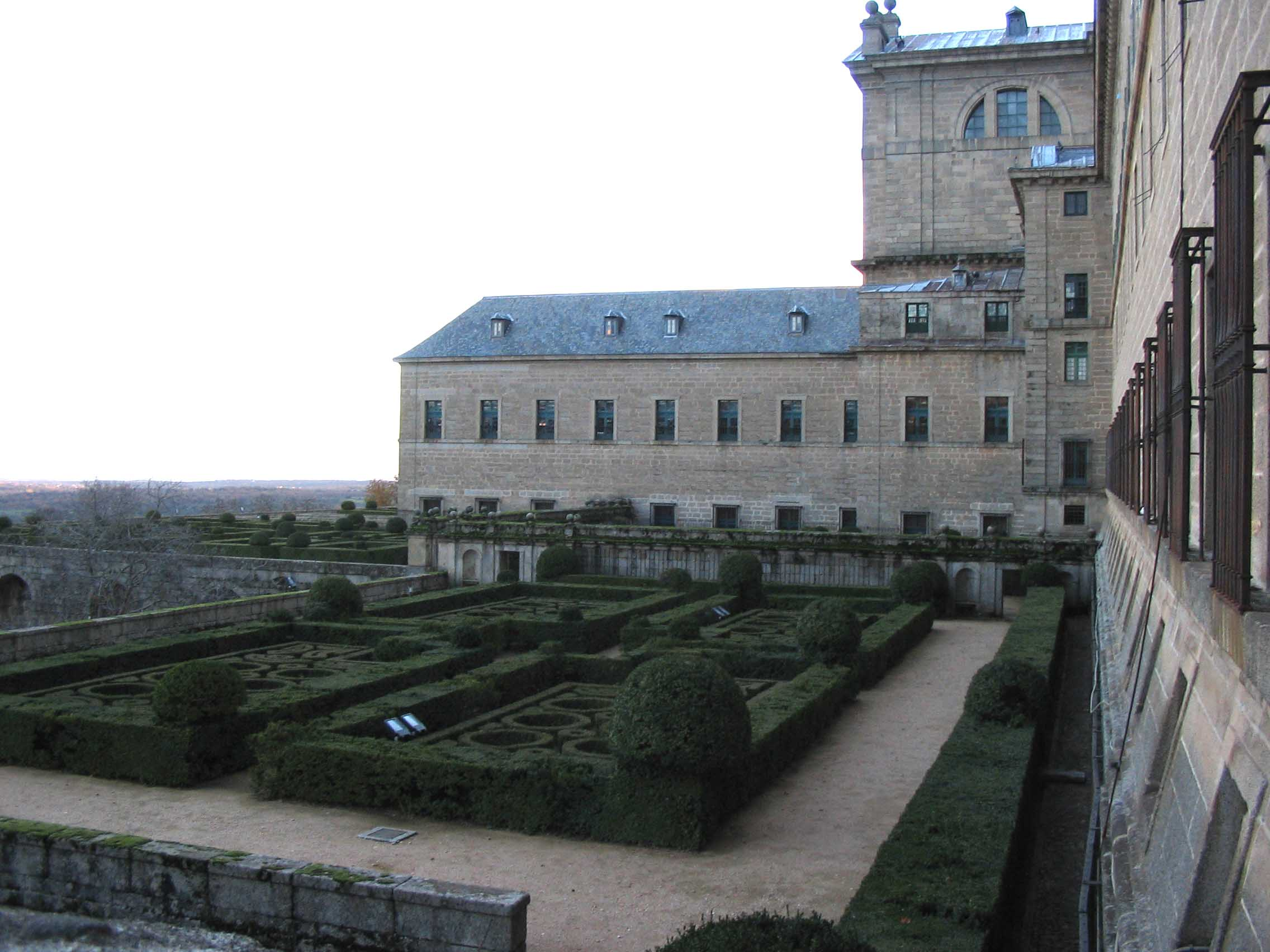
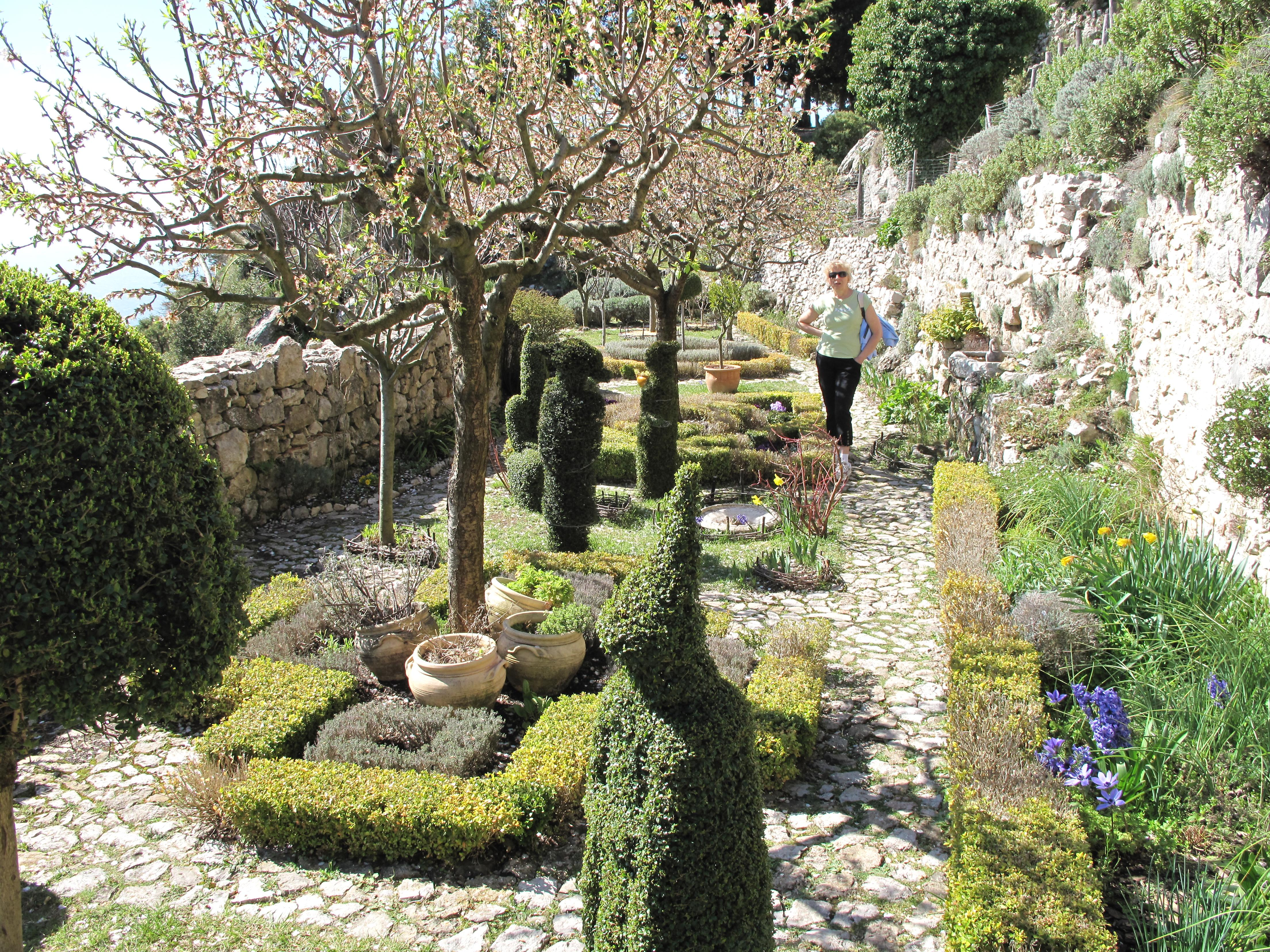
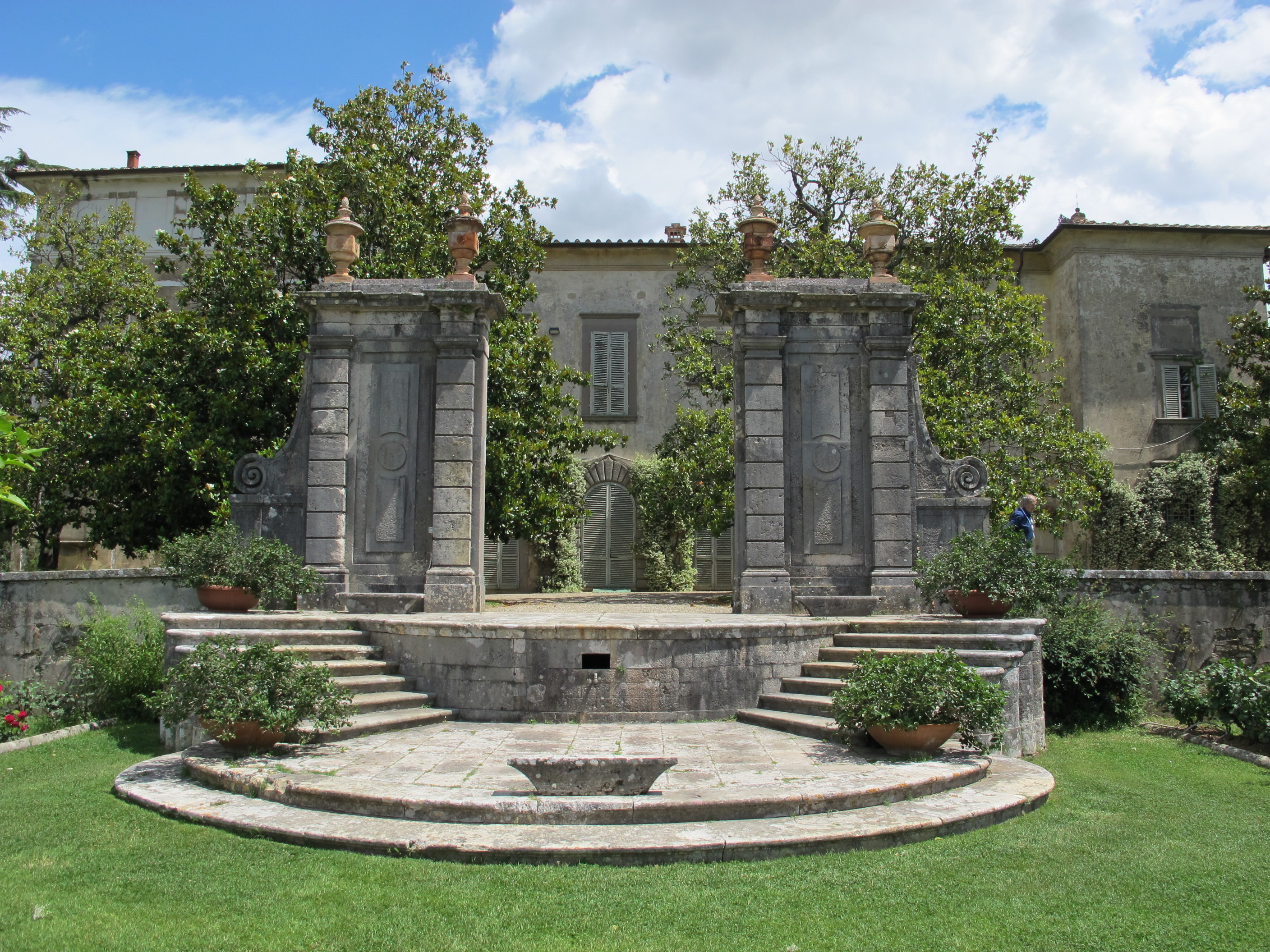
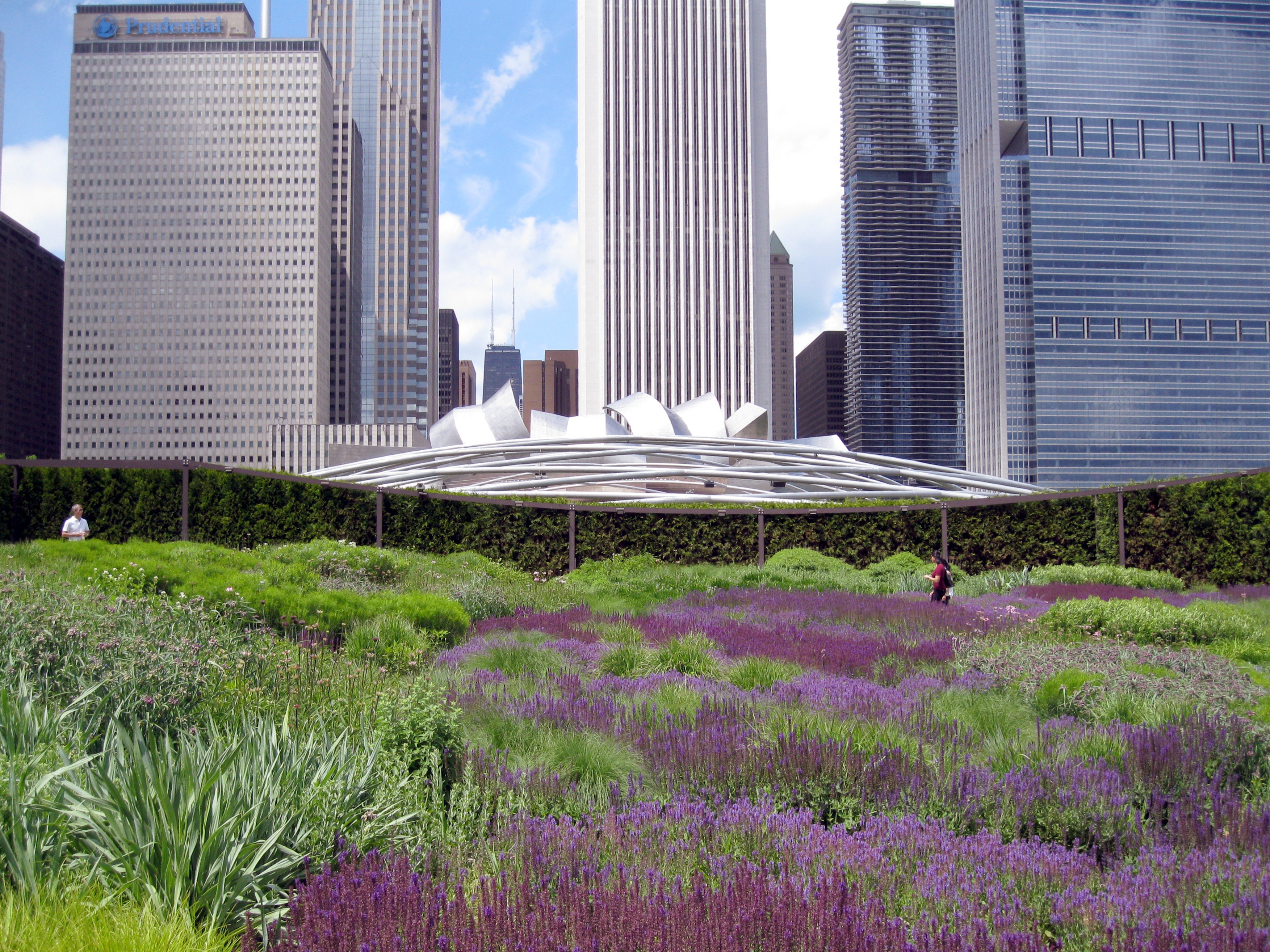
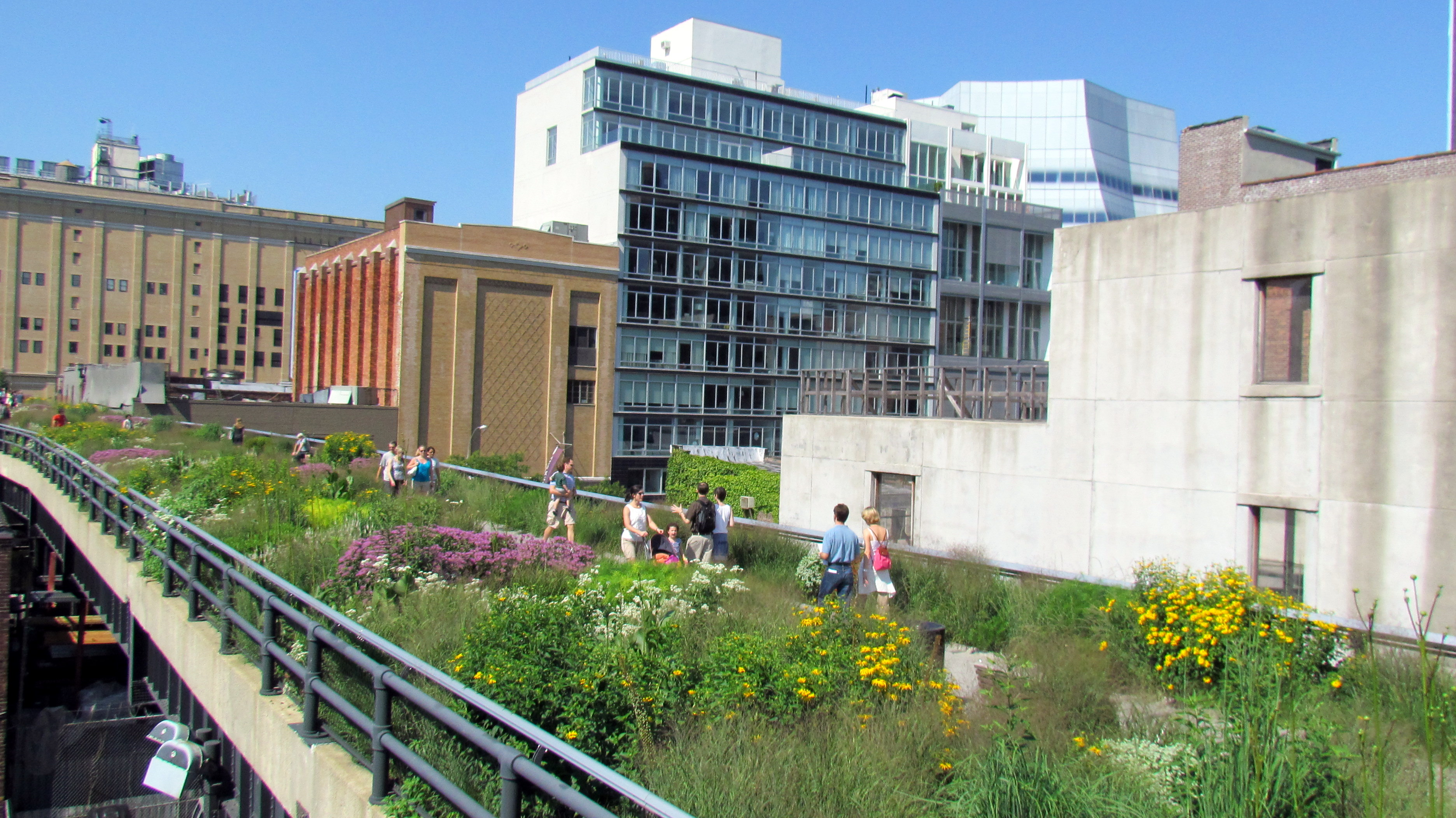
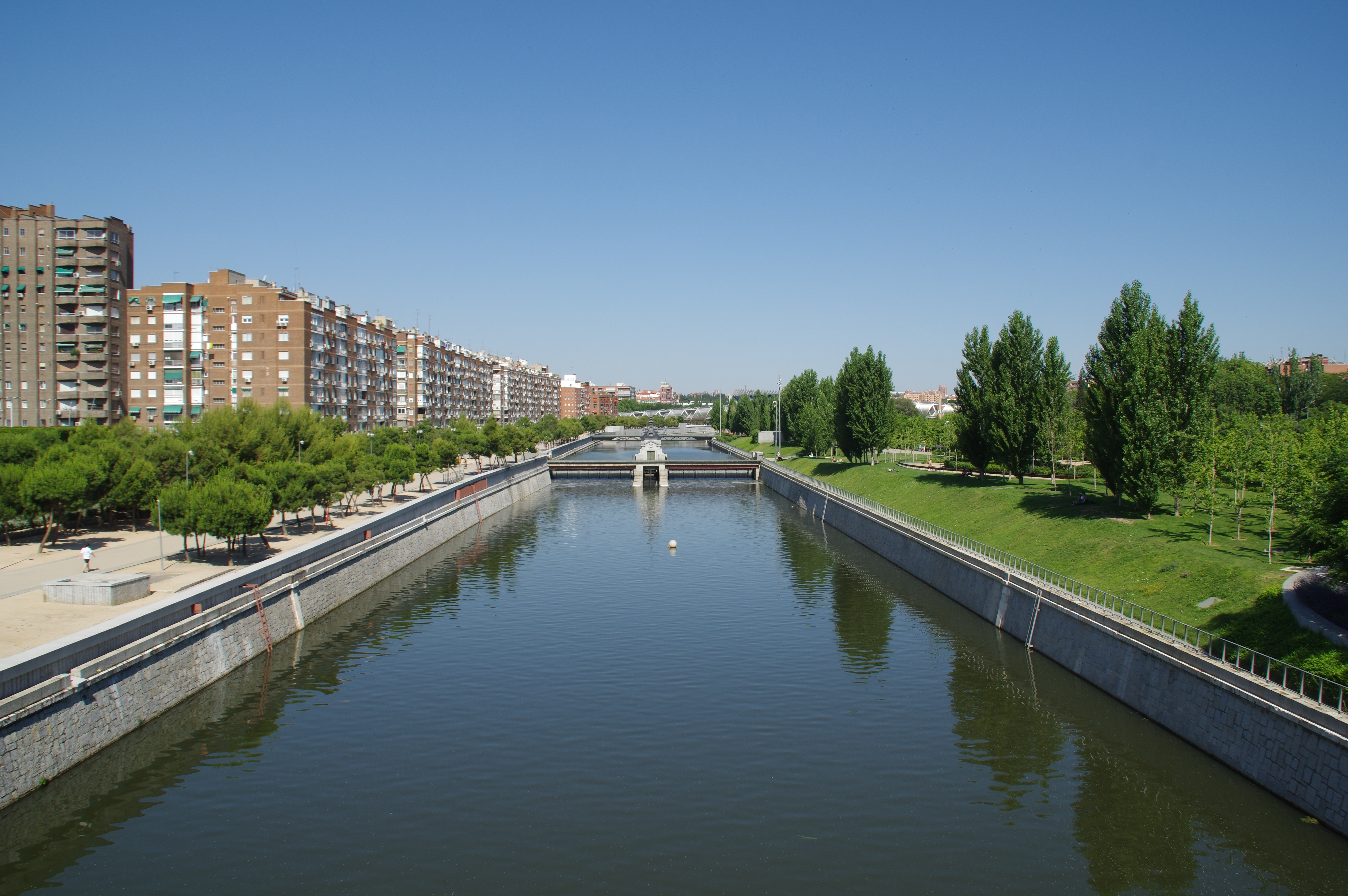
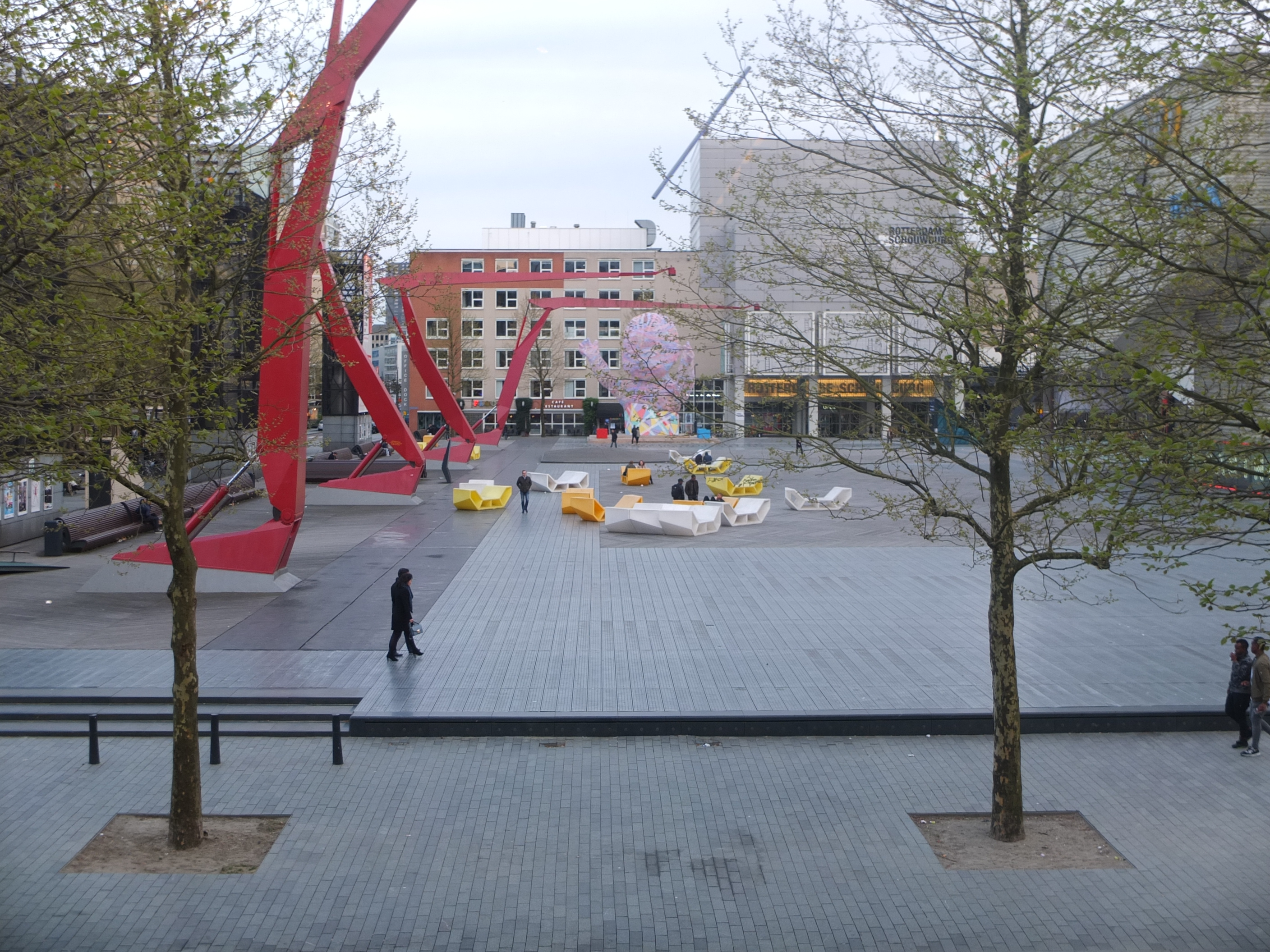
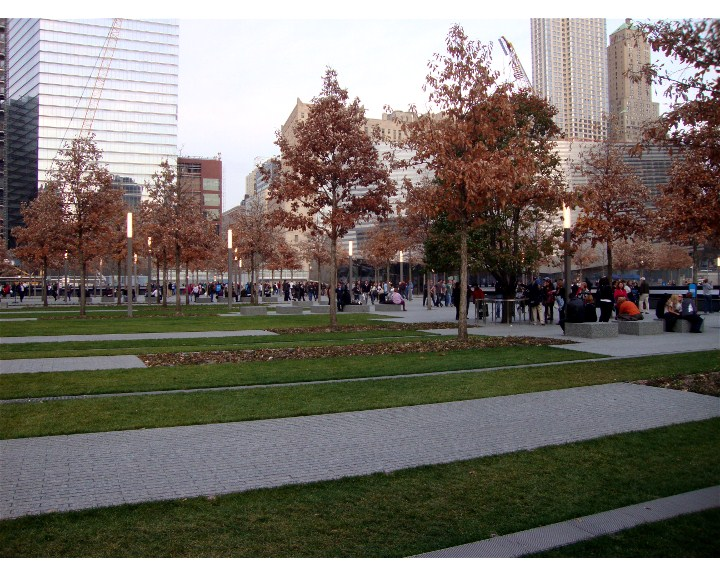

## 같이 보기
- 건축학
- 건축공학
- 부동산
- 원예